# Holochelus ovchinnikovi
Holochelus ovchinnikovi är en skalbaggsart som beskrevs av Nikolajev 1998. Holochelus ovchinnikovi ingår i släktet Holochelus och familjen Melolonthidae. Inga underarter finns listade i Catalogue of Life.